# Gaultheria hispidula
Gaultheria hispidula är en buske i släktet vaktelbär och familjen ljungväxter. Den har sitt utbredningsområde i Nordamerika. 
Växten blir inte högre än 10 centimeter och får vita bär i augusti och september som är ätliga.